# Carolina de Brandenburg-Ansbach
Carolina de Brandenburg-Ansbach (en alemany Caroline von Brandenburg-Ansbach) va néixer a Ansbach (Alemanya) l'1 de març de 1683 i va morir al Palau de Saint James, a Londres, el 20 de novembre de 1737. Era la filla gran de Joan Frederic de Brandenburg-Ansbach (1654-1686) i de la seva segona esposa Elionor de Saxònia-Eisenach (1662-1696).

## Biografia
Òrfena de pare als tres anys (1686), i de mare als 13 (1696), Carolina era considerada una dona brillant, culta i intel·ligent, molt ben valorada a totes les Corts europees. Va tenir l'oportunitat d'esdevenir reina d'Espanya, però refusà la proposta perquè no estava disposada a renunciar al protestantisme. Poc després va conèixer Jordi August de Brunsvic-Luneburg, el futur rei Jordi II del Regne Unit, amb qui es casà el 1705. Per raó d'aquest matrimoni va esdevenir reina consort de Gran Bretanya des de 1727 fins a la seva mort.
En ascendir el seu sogre al tron de la Gran Bretanya amb el nom de Jordi I el 1714, el seu marit es va convertir automàticament en duc de Cornualla i després en príncep de Gal·les. I donat que el seu sogre s'havia divorciat de la seva dona, Carolina es va convertir en la dona més important i influent del regne. Va establir una forta amistat amb Sir Robert Walpole, que exerciria com a Primer Ministre tant en el regnat del rei Jordi I com després del seu marit.
Ja com a reina consort Carolina va consolidar la seva posició dominant a la Cort, essent nomenada Guardiana del Regne de Gran Bretanya i Lloctinent de sa Majestat en absència del Rei. Fet que li va permetre actuar com a regent quan el seu marit era de viatge o en les expedicions bèl·liques a Europa.

## Matrimoni i fills
El 22 d'agost de 1705 es va casar al palau de Herrenhausen amb Jordi II del Regne Unit (1683-1760), fill del rei Jordi I (1660-1727) i de Sofia Dorotea de Brunsvic-Lüneburg (1666-1726). El matrimoni va tenir 9 fills: 
- Frederic Lluís (1707 – 1751), príncep de Gal·les i duc de Cornualla, casat amb Augusta de Saxònia-Gotha (1719-1772) i pare del rei Jordi III.

- Anna (1709 – 1759), casada amb el príncep Guillem IV d'Orange (1711-1751).

- Amàlia Sofia Elionor (1711 – 1786).

- Carolina Elisabet (1713 – 1757).

- Fill nascut i mort el 1716.

- Jordi Guillem (1717 – 1718).

- Guillem August (1721 – 1765), duc de Cumberland i comte de Kennington.

- Maria (1723 – 1772), casada amb el landgravi Frederic II de Hessen-Kassel (1720-1785).

- Lluïsa (1724 – 1751), casada amb el rei de Dinamarca i Noruega Federic V (1723-1766).